# Мерикоски, Вели
Вели Каарло Мерикоски (фин. Veli Kaarlo Merikoski; 2 января 1905, Пюхтяа, Великое княжество Финляндское — 28 января 1982, Хельсинки, Финляндия) — финский политик, министр иностранных дел Финляндии (1962—1963); профессор Хельсинкского университета.

## Биография
Родился 2 января 1905 года в Пюхтяа, в Великом княжестве Финляндском.
С 1937 по 1941 год работал в должности доцента Хельсинкского университета, а с 1941 по 1970 год — профессором.
С 13 апреля 1962 по 18 декабря 1963 года был министром иностранных дел Финляндии, представляя либеральную Народную партию.
Скончался 28 января 1982 года.